# フェリックス・サヴァール
フェリックス・サヴァール（Félix Savart、1791年6月30日 - 1841年3月16日）はフランスの物理学者、外科医である。アルデンヌ県メジエール出身。日本語表記はサバールとも。

## 業績
物理学者ジャン＝バティスト・ビオと共同で、電流素片が作り出す磁界の強さと向きを示すビオ・サバールの法則を発見した。
発明家でもあり、人間の可聴域の下限を知るための装置「サヴァールの車輪」（英語名：Savart wheel）を作っている。またローマ時代の著作家アウルス・コルネリウス・ケルススの"De Medicina"（医学論）の翻訳も行なっている。分子物理学の基礎の形成に貢献し、"Annales de physique et de chimie"（物理・化学年鑑）にも著者の一人として関わった。
彼はまた弦の振動についても研究を行ない、台形のヴァイオリンを製作した。これは2004年現在に至るまでエコール・ポリテクニークに保存されている。
サヴァールは1827年にフランス科学アカデミーの会員になり、また1836年にはアンドレ＝マリ・アンペールの後任として、コレージュ・ド・フランスで一般物理および実験物理の正教授となった（ちなみにその後任者となったのはアンリ・ヴィクトル・ルニョーである）。1839年5月30日に王立協会の外国人会員となった。
音程の単位Savartは彼の名にちなむ（この単位は今日ではセントに取って代わられている）。
ヴァイオリン製作者ジャン＝バティスト・ヴィヨームはサヴァールと緊密に協力し、楽器の質を高めた。

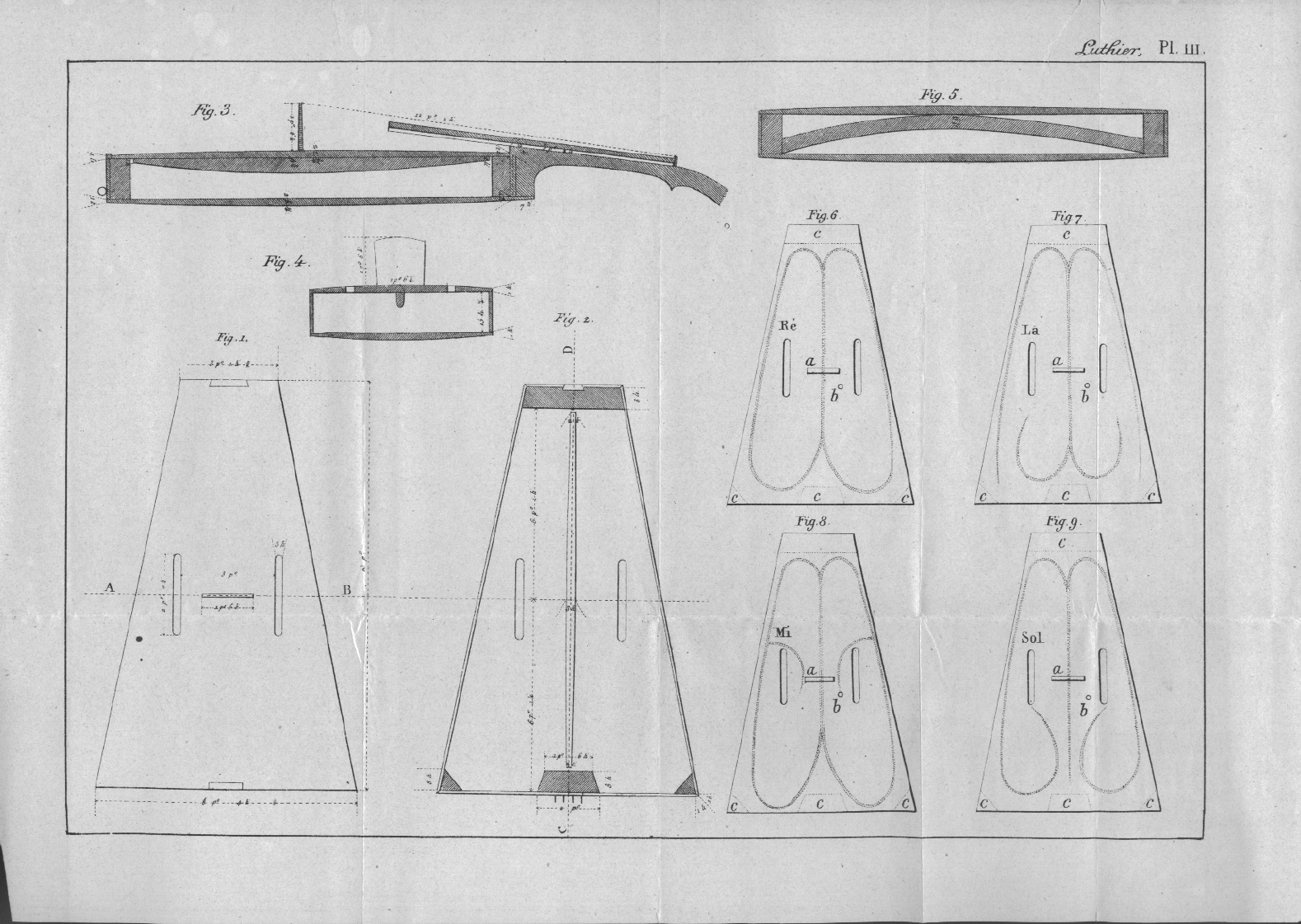
サヴァールの梯形ヴァイオリンの設計図。Encyclopédie Roret （ローレ百科事典）より。

## 主要参考資料
- Dictionnaire Historique du cimetière du Père-Lachaise XVIIIème et XIXème siècles -Domenico Gabrielli - Ed. de l'Amateur - 2002 (Savart est inhumé au cimetière du Père-Lachaise, 8ème division).